# Lobophyllus legumen
Lobophyllus legumen är en insektsart som först beskrevs av Henri Saussure 1859.  Lobophyllus legumen ingår i släktet Lobophyllus och familjen vårtbitare. Inga underarter finns listade i Catalogue of Life.